# Colgate-Palmolive
A Colgate-Palmolive Company egy amerikai fogyasztói termékek társasága, amely a háztartási, egészségügyi és személyi ápolási termékek előállítására, forgalmazására és szolgáltatására összpontosít. A cég székhelye New Yorkban van.

## Vállalatirányítás
A Colgate-Palmolive igazgatótanácsának jelenlegi tagjai:
- Ian M. Cook, elnök, elnök és vezérigazgató
- John T. Cahill
- Ellen Hancock
- Richard Kogan
- Delano Lewis
- Pedro Reinhard
- Stephen Sadove
- Helene Gayle
- Nikesh Arora
- Joseph Jimenez

## Márkák
- Afta Lotion
- Anthony longlife soap
- Anbesol
- Ajax
- Axion
- Bambeanos
- Caprice (Mexikó)
- Cibaca (India)
- Cold Power
- Colgate
- Colodent (Lengyelország)
- Crystal White Octagon
- Cuddly (Ausztrália)
- Darlie (Délkelet-Ázsia)
- Dermassage
- Dentagard (Németország)
- Dynamo
- Elmex
- Fab
- Fabuloso
- Fluffy (Ausztrália)
- Friss Start
- Freska-Ra (Mexikó)
- Gard
- Hacı Şakir (Törökország)
- Hill's Pet Nutrition
- Hurricane (Ausztrália)
- Irish Spring
- Kolynos
- La Croix (Franciaország)
- Mennen
- Meridol
- Murphy Oil Soap
- Palmolive
- Profiden (Spanyolország)
- Protex
- Sanex[3]
- Science Diet
- Skin Bracer
- Softsoap
- Soft as Soap (Ausztrália)
- Soupline (Franciaország)
- Speed Stick/Lady Speed Stick
- Spree (Ausztrália)
- Suavitel
- Tahiti (Franciaország, Belgium, Svájc)
- Teen Spirit
- Tender Care
- Tom's of Maine
- Ultra Brite